# Наработка на отказ
Сре́дняя нарабо́тка на отка́з (англ. Mean time between failures, MTBF) — технический параметр, характеризующий надёжность восстанавливаемого прибора, устройства или технической системы.
Средняя продолжительность работы устройства между отказами, то есть MTBF, показывает, какая наработка в среднем приходится на один отказ. Выражается в часах.
{\displaystyle T={\sum _{1}^{m}t_{i} \over m}}
где ti — наработка до наступления отказа i; m — число отказов.
Измеряется статистически, путём испытания множества приборов, или вычисляется методами теории надёжности.
Для программных продуктов обычно подразумевается срок до полного перезапуска программы или полной перезагрузки операционной системы.
Средняя наработка до отказа (англ. Mean time to failure, MTTF) — эквивалентный параметр для неремонтопригодного устройства. Поскольку устройство не восстанавливаемое, то это просто среднее время, которое проработает устройство до того момента, как сломается.
Наработка — продолжительность или объем работы объекта, измеряемая в часах, мото-часах, гектарах, километрах пробега, циклах включения-выключения и др.

## Определение по ГОСТ
ГОСТ 27.002-89 определяет данные параметры следующим образом:
- Наработка между отказами (англ. Operating time between failures) — наработка объекта от окончания восстановления его работоспособного состояния после отказа до возникновения следующего отказа.
- Наработка до отказа (англ. Operating time to failure) — наработка объекта от начала эксплуатации до возникновения первого отказа.
- Средняя наработка на отказ (англ. Mean operating time between failures) — отношение суммарной наработки восстанавливаемого объекта к математическому ожиданию числа его отказов в течение этой наработки.
- Средняя наработка до отказа (англ. Mean operating time to failure) — математическое ожидание наработки объекта до первого отказа.

ГОСТ 27.002-2015 определяет данные параметры следующим образом:
- Наработка до отказа (англ. Operating time to failure) — наработка объекта от начала его эксплуатации или от момента его восстановления до отказа.
- Наработка между отказами (англ. Operating time between failures) — наработка объекта между двумя следующими друг за другом отказами.
- Средняя наработка до отказа (англ. Mean operating time to failure) — математическое ожидание наработки объекта до отказа.
- Гамма-процентная наработка до отказа (англ. Gamma-percentile operating time to failure) — наработка до отказа, в течение которой отказ объекта не возникнет с вероятностью {\displaystyle \gamma }, выраженной в процентах.
- Средняя наработка между отказами (англ. Mean operating time between failures) — математическое ожидание наработки объекта между отказами.
- Гамма-процентная наработка между отказами (англ. Gamma-percentile operating time between failure) — наработка между отказами, в течение которой отказ объекта не возникнет с вероятностью {\displaystyle \gamma }, выраженной в процентах.

## Зарубежная терминология
В английской литературе MTBF (англ. Mean time between failures — среднее время между отказами, наработка на отказ) — среднее время между возникновениями отказов.; термин обычно касается работы оборудования. Единица размерности — час.
Системы, связанные с обеспечением безопасности, можно условно подразделить на две категории:
- работающие в режиме низкой частоты запросов;
- и в режиме высокой частоты запросов (непрерывно).

IEC 61508 количественно определяет эту классификацию, устанавливая, что частота запросов на работу системы обеспечения безопасности не превышает одного раза в год в режиме низкой частоты запросов, и более раза в год в режиме высокой частоты запросов (непрерывной работы).
Значение SIL для систем обеспечения безопасности с низкой частотой запросов непосредственно зависит от диапазонов порядков средней вероятности того, что она не сможет удовлетворительно выполнить свои функции по обеспечению безопасности по запросу, или, проще говоря, от вероятности отказа при запросе (PFD). Значение SIL для систем обеспечения безопасности, работающих в режиме высокой частоты запросов (непрерывно) непосредственно зависит от вероятности возникновения опасного отказа в час (PFH).
- PFD (Probability of Failure on Demand, Вероятность отказа при запросе) — средняя вероятность того, что система не выполнит свою функцию по запросу.
- PFH (Probability of Failure per Hour, Вероятность возникновения отказа за час) — вероятность возникновения в системе опасного отказа в течение часа.
- MTTR (Mean Time to Restoration, Среднее время до восстановления работоспособности) — среднее время, необходимое для восстановления нормальной работы после возникновения отказа.
- DC (Diagnostic Coverage, Диагностическое покрытие) — отношение количества обнаруженных отказов к общему числу отказов.

В свою очередь, λ = частота отказов = 1/MTBF (для экспоненциального распределения отказов)

## Примеры расчетов
Для устройства с технической характеристикой MTTF, равной 1 000 000 часов.
| Время                      | Расчётная вероятность отказа устройства | Расчётная вероятность отказа устройства | Расчётная вероятность отказа устройства |
| Время                      | 1-го                                    | хотя бы 1 из 2                          | 2 из 2                                  |
| -------------------------- | --------------------------------------- | --------------------------------------- | --------------------------------------- |
| 1 000 000 часов (~114 лет) | 50,000 %                                | 75,000 %                                | 25,000 %                                |
| 100 000 часов (~11 лет)    | 6,697 %                                 | 12,945 %                                | 0,448 %                                 |
| 87 660 часов (10 лет)      | 5,895 %                                 | 11,443 %                                | 0,348 %                                 |
| 43 830 часов (5 лет)       | 2,992 %                                 | 5,895 %                                 | 0,09 %                                  |
| 8 766 часов (1 год)        | 0,606 %                                 | 1,208 %                                 | менее 0,0003 %                          |

Для 10 устройств: Отказ хотя бы одного устройства:
- Техническая характеристика MTTF устройства 1 000 000 часов
- Расчётная вероятность отказа хотя бы одного из 10 устройств для времени 1 000 000 часов (114 лет) равна: 99,902 %
- Расчётная вероятность отказа хотя бы одного из 10 устройств для времени 100 000 часов (~11 лет) равна: 50%
- Расчётная вероятность отказа хотя бы одного из 10 устройств для времени 87 660 часов (10 лет) равна: 45,535 %
- Расчётная вероятность отказа хотя бы одного из 10 устройств для времени 43 830 часов (5 лет) равна: 26,2 %
- Расчётная вероятность отказа хотя бы одного из 10 устройств для времени 8766 часов (1 год) равна: 5,895 %

Для 100 устройств: Отказ хотя бы одного устройства:
- Техническая характеристика MTTF устройства 1 000 000 часов
- Расчётная вероятность отказа хотя бы одного из 100 устройств для времени 1 000 000 часов (114 лет) близка к 100 %
- Расчётная вероятность отказа хотя бы одного из 100 устройств для времени 100 000 часов (~11 лет) равна: 99,902 %
- Расчётная вероятность отказа хотя бы одного из 100 устройств для времени 87660 часов (10 лет) равна: 99,77 %
- Расчётная вероятность отказа хотя бы одного из 100 устройств для времени 43830 часов (5 лет) равна: 95,207 %
- Расчётная вероятность отказа хотя бы одного из 100 устройств для времени 8766 часов (1 год) равна: 45,535 %